# جان فاسو
جان فاسو (انگلیسی: John Faso؛ زادهٔ ۲۵ اوت ۱۹۵۲) سیاست‌مدار اهل ایالات متحده آمریکا است. وی از ۲۰۱۶ به عنوان عضو مجلس نمایندگان ایالات متحده آمریکا از حوزه انتخابیه نوزدهم نیویورک انتخاب شد و از ۱۹۹۸ تا ۲۰۰۲ رهبر اقلیت مجمع عمومی ایالت نیویورک از حزب جمهوری‌خواه (ایالات متحده آمریکا) است. فاسو در ۸ نوامبر ۲۰۱۶ بر رقیب دمکرات خود زفیر تیچات پیروز گردید و جانشین وی شد.